# Christian Wilster

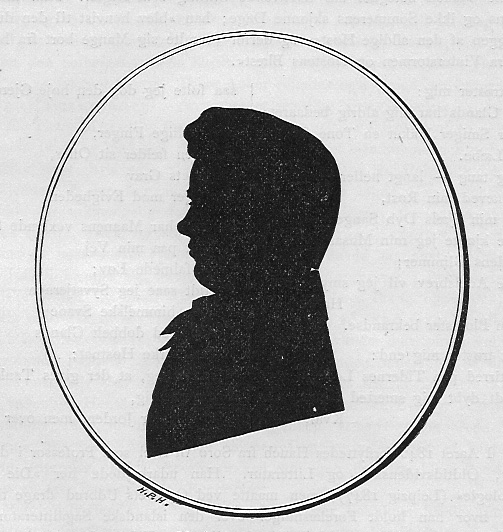
Christian Wilster.

Christian Friedrich Emil Wilster, född 27 september 1797 i Köpenhamn, död 11 januari 1840, var en dansk poet och översättare av klassisk litteratur. Han var son till Carl Henrik Wilster och kusin till Ernst Wilster.
Wilster genomgick juridiskt ämbetsprov  1816 och avlade teologisk ämbetsexamen 1822 innan han 1827 blev magister. Han blev därefter lektor i grekiska vid Sorø Akademi och skrev egna dikter i nationalromantisk stil, men blev framför allt känd för sina översättningar till danska av Iliaden och Odysseen. Fram till Otto Steen Dues översättningar runt millennieskiftet var Wilsters översättningar av Homeros de mest kända.
Efter hans död publicerades hans översättning av åtta av Euripides tragedier.